# Cuộc đua kỳ thú (mùa 3)
Cuộc đua kỳ thú - Người nổi tiếng: The Amazing Race Vietnam 2014  là chương trình thứ ba của loạt chương trình gameshow được phát sóng tại Việt Nam, dựa trên chương trình truyền hình thực tế The Amazing Race của Hoa Kỳ. The Amazing Race Vietnam 2014 bao gồm 9 đội; mỗi đội gồm hai người đã quen biết nhau từ trước.
Chương trình được phát sóng từ ngày 21/6/2014 đến hết ngày 31/8/2014 trên kênh VTV6 của Đài Truyền hình Việt Nam. Huy Khánh tiếp tục là người dẫn chương trình.
Các vòng tuyển được tổ chức rộng rãi trong cả nước từ ngày 28 tháng 4 năm 2014. Những nhân vật chính thức tham gia vào cuộc đua năm nay gồm có cựu người mẫu – ca sĩ Kiwi Ngô Mai Trang, người mẫu Trang Khiếu, Trang Khàn, ca sĩ Hương Giang Idol, Sơn Ngọc Minh Vmusic, Miko Lan Trinh, diễn viên Hiếu Nguyễn (Thạch Sanh), vận động viên – diễn viên Long Điền, cascadeur – diễn viên Kim Dung và cặp Minh Long & Sơn Việt từ chương trình Người giấu mặt.
Đội Hồng của Criss Lai và Hương Giang Idol đã trở thành nhà vô địch mới của Cuộc đua kỳ thú - Người nổi tiếng: The Amazing Race Vietnam 2014 

## Thí sinh
| Đội                                 | Quan hệ - Màu trang phục (Số)        | Chặng | Chặng | Chặng | Chặng | Chặng | Chặng | Chặng | Chặng | Chặng  | Chặng | Chặng  | Vượt rào                    | Thứ hạng trung bình |
| Đội                                 | Quan hệ - Màu trang phục (Số)        | 1     | 2     | 3     | 4     | 5     | 6     | 7     | 8     | 9      | 10    | 11     | Vượt rào                    | Thứ hạng trung bình |
| ----------------------------------- | ------------------------------------ | ----- | ----- | ----- | ----- | ----- | ----- | ----- | ----- | ------ | ----- | ------ | --------------------------- | ------------------- |
| Hương Giang & Criss Lai             | Ca sĩ / Vận động viên (3)            | 2     | 7     | 1     | 1     | 2 ⊃   | 2     | 49    | 2     | 315    | 1     | 117    | Hương Giang 5, Criss 6      | 2,4                 |
| Trang Trần & Hiếu Nguyễn            | Người mẫu / Diễn viên (7)            | 5     | 4     | 4     | 4     | 3     | 3     | 2     | 3     | 214    | 3     | 216,17 | Trang Trần 5, Hiếu Nguyễn 6 | 3,2                 |
| Trang Khiếu & An Đinh               | Người mẫu / Nhà thiết kế (9)         | 6     | 6     | 7     | 6     | 6     | 68    | 3ƒ    | 4     | 412    | 2     | 318    | Trang Khiếu 6, An Đinh 4    | 4,8                 |
| Kiwi Ngô Mai Trang & Đỗ Hoàng Dương | Vợ chồng (1)                         | 8     | 5     | 5     | 74    | 1     | 1     | 1     | 1     | 113,14 | 4     |        | Mai Trang 4, Hoàng Dương 6  | 3,4                 |
| Sơn Ngọc Minh & Huê Mint (†)        | Ca sĩ / Huấn luyện viên thể thao (2) | 1     | 3     | 3     | 5     | 5 ⊂ε6 | 57    | 59,10 | 5     |        |       |        | Ngọc Minh 4, Mint 4         | 4,0                 |
| Long Điền & Kim Dung                | Diễn viên (6)                        | 3     | 1     | 2     | 2     | 4     | 4     | 69,11 |       |        |       |        | Long Điền 4, Kim Dung 3     | 3,1                 |
| Kim Thanh & Khải Anh                | Chị em (8)                           | 9     | 81    | 6     | 3     | 75    |       |       |       |        |       |        | Kim Thanh 2, Khải Anh 3     | 6,6                 |
| Miko Lan Trinh & Hoàng Nam          | Ca sĩ / MC (4)                       | 4     | 2     | 82,3  |       |       |       |       |       |        |       |        | Lan Trinh 1, Hoàng Nam 2    | 4,7                 |
| Minh Long & Sơn Việt                | Bạn thân (5)                         | 7     | 9     |       |       |       |       |       |       |        |       |        | Minh Long 2, Sơn Việt 0     | 8,0                 |

Chú giải 1: Kim Thanh & Khải Anh ban đầu về thứ nhì nhưng phải chịu hình phạt 30 phút do không về nhất trong chặng này (vì bị đánh dấu loại ở Quảng Ninh). Họ đã tụt xuống vị trí thứ 8.
Chú giải 2: Lúc thực hiện thử thách cân dê, Miko Lan Trinh & Hoàng Nam đã quyết định bỏ lộ trình cân dê vì không thể đoán chính xác được trọng lượng của dê và bị phạt 1 tiếng.
Chú giải 3: Trong lúc thực hiện lựa chọn kép, đội vàng Trang Khiếu & An Đinh đã nhặt được mật thư của đội xanh lá Miko Lan Trinh & Hoàng Nam đánh rơi. Đội xanh lá Miko Lan Trinh & Hoàng Nam ban đầu về thứ 7 nhưng do làm thất lạc mất mật thư lựa chọn kép nên phải chịu hình phạt 30 phút, đội vàng Trang Khiếu & An Đinh đã đặt chân vào thảm về đích trong thời gian đội xanh lá bị phạt và quyết định không trả mật thư đã nhặt được cho đội xanh lá (nếu trả lại đồng nghĩa với việc đội xanh lá là đội cán đích thứ 7) nên Huy Khánh tuyên bố đội vàng về đích thứ 7 và đội xanh lá về đích cuối cùng nên bị loại khỏi cuộc đua.
Chú giải 4: Kiwi Ngô Mai Trang & Đỗ Hoàng Dương khi dẫm thảm về đích cuối cùng, Huy Khánh tuyên bố điều đó đồng nghĩa với việc họ bị loại nhưng khi họ trở về khách sạn đến nửa đêm, chương trình lại tiếp tục trao cho họ 1 mật thư mới thông báo rằng vì là chặng thử thách kép không loại nên họ vẫn tiếp tục đường đua mà không bị phạt bất cứ hình phạt gì ở chặng tiếp, cuộc đua vẫn tiếp tục với 7 đội chơi.
Chú giải 5: Kim Thanh & Khải Anh đã bỏ lộ trình bán nón và bị phạt 2 tiếng, sau khi kết thúc thời gian phạt, họ đã ở vị trí cuối cùng.
Chú giải 6: Sơn Ngọc Minh & Huê Mint ban đầu về đích thứ 4 nhưng do ở lộ trình bán nón họ chỉ bán được 2 triệu 3 không đủ tiêu chí ban tổ chức đề ra nên bị phạt 15 phút, sau khi kết thúc thời gian phạt họ đã tụt xuống vị trí thứ 5.
Chú giải 7: Sơn Ngọc Minh & Huê Mint chỉ hoàn thành 6/7 lộ trình vượt chướng ngại vật nên bị phạt 15 phút.
Chú giải 8: Trang Khiếu & An Đinh chỉ hoàn thành 5/7 lộ trình vượt chướng ngại vật nên bị phạt 30 phút.
Chú giải 9: Long Điền đội Đỏ, Criss đội Hồng và Mint đội Xanh Ngọc đã bỏ vượt rào và chịu phạt 1 tiếng tại chỗ.
Chú giải 10: Sơn Ngọc Minh & Huê Mint đã đi taxi vượt quá số tiền ban tổ chức cung cấp và đã phải mượn tiền người dân gần đó để trả tiền taxi (theo luật thì tất cả các đội chơi không được mượn tiền của người dân trừ khi người dân tình nguyện cho tiền) nên bị phạt xuất phát chậm 30 phút ở chặng 8.
Chú giải 11: Long Điền & Kim Dung đã bỏ lộ trình vác chum nước và bị phạt 1 tiếng tại chỗ.
Chú giải 12: Do gặp một số trục trặc trong việc bắt chuyến bay sang Seoul, Trang Khiếu & An Đinh đã xuất phát chậm hơn giờ xuất phát chính thức khoảng 1 đến 2 tiếng khiến họ về chót.
Chú giải 13: Do ban tổ chức nhầm lẫn trong việc tính toán số lần vượt rào của các đội. Đỗ Hoàng Dương đã thực hiện quá 5 lần vượt rào nên lần vượt rào ở chặng 9 không được tính. Tuy nhiên, Đỗ Hoàng Dương cũng không thể bắn trúng được 5 đĩa bay nên đội xanh dương vẫn bị phạt 30 phút. Sau khi kết thúc thời gian phạt, họ vẫn đang ở vị trí dẫn đầu.
Chú giải 14: Kiwi Ngô Mai Trang & Đỗ Hoàng Dương, Trang Trần & Hiếu Nguyễn lần lượt giẫm thảm thứ nhất và nhì nhưng đều bị phạt 30 phút tại điểm đích do đã nói chuyện trong ở lộ trình đếm số mẫu đá tại bảo tàng. Tuy nhiên sau khi kết thúc thời gian phạt thứ hạng của họ vẫn lần lượt là nhất và nhì.
Chú giải 15: Hương Giang & Criss giẫm thảm thứ ba nhưng do họ đã làm thất lạc 1 mật thư ở lộ trình học hát dân ca tại Jeju nên họ phải quay lại nơi thực hiện lộ trình và tìm lại mật thư mới được quyền giẫm thảm về đích. Tuy nhiên sau khi tìm mật thư và quay lại giảm thảm, họ vẫn về đích thứ Ba.
Chú giải 16: Đội Cam đã bỏ nhiệm vụ Vượt Rào và bị phạt 1 tiếng tại chỗ.
Chú giải 17: Đội Hồng và đội Cam lần lượt bị phạt 1 giờ 45' và 45' sau khi thực hiện quá giờ quy định của nhiệm vụ vượt sông Sài Gòn.
Chú giải 18: Đội Vàng đã bỏ lộ trình vượt sông Sài Gòn và bị phạt 2 tiếng 30' tại chỗ. Hết thời gian phạt, họ đã tụt xuống vị trí thứ 3. Còn trong nhiệm vụ lắc các viên bi vào đúng lỗ, họ đã dùng giấy để tính tổng số bi giữa các hàng, theo luật của chương trình họ sẽ bị phạt tại điểm đích nhưng vì vị trí của họ là cuối cùng nên không cần phạt.
Màu đỏ biểu thị đội đã bị loại.

Màu xanh dương biểu thị đội về chót trong một chặng an toàn.

Chữ ƒ màu xanh biểu thị đội giành được Nhảy cóc.

Chữ ε màu tím biểu thị đội sử dụng Thẻ Ưu Tiên.

Dấu ⊃ màu nâu biểu thị đội sử dụng Rào cản; ⊂ biểu thị đội bị Rào cản tác động; ⊂⊃ biểu thị chặng đua có Rào cản nhưng không đội nào sử dụng.

() biểu thị trình tự của các đội bắt cặp được thành lập. Các đội có cùng số thứ tự trong dầu ngoặc là hai đội bắt cặp cùng

## Tổng hợp cuộc đua

### Chặng 1 (Quảng Ninh)

Bản đồ chặng đua của Cuộc đua kỳ thú: The Amazing Race Vietnam 2014

- Hạ Long, Quảng Ninh (Đảo Tuần Châu) (Điểm xuất phát)
- Hạ Long (Cầu Bãi Cháy)
- Hạ Long (Khách sạn Mường Thanh)
- Núi Yên Tử (Chùa Hoa Yên)
- Núi Yên Tử (Chùa Một Mái)
- Núi Yên Tử (Tượng Phật Trần Nhân Tông)
- Núi Yên Tử (Chùa Đồng)

Trong Vượt rào đầu tiên của cuộc đua, 1 thành viên của mỗi đội chọn làm vượt rào phải đu dây từ chân cầu xuống gần mặt nước, trong quá trình đu dây xuống họ phải lấy được 2 chai Sting đựng trong giỏ, sau khi hoàn thành vượt rào, họ sẽ nhận được mật thư tiếp theo. Trong Lựa chọn kép đầu tiên của cuộc đua, các đội phải lựa chọn giữa Ăn và Học. Chọn Ăn, đội chơi sẽ được cung cấp nguyên liệu để nấu ba món chay bao gồm: đậu rán, rau luộc và lạc rang. Chọn Học, đội chơi sẽ phải học thuộc cả hai phần Hán nôm và dịch thơ của 4 câu thơ, sau khi được nghe 2 lần họ sẽ có 15 phút để nhẩm lại, cả hai thành viên phải đọc đúng 4 câu thơ. Sau khi hoàn thành nhiệm vụ họ sẽ nhận được mật thư để đi tiếp.
Lộ trình
- Chèo thuyền Kayak: Tại vạch xuất phát, đội chơi chèo kayak đến địa điểm đánh dấu của chương trình để tìm 5 quả bóng có các chữ lần lượt là CUỘC, ĐUA, KỲ, THÚ, 2014. Trong mỗi lần chèo, thành viên của mỗi đội chỉ được lấy 1 quả bóng. Đội chơi phải mang lần lượt các quả bóng có chữ theo đúng thứ tự trên về cho người giám sát để nhận mật thư tiếp theo.
- Tìm mật thư: Đội chơi được cung cấp 1 tấm hình của cầu Bãi Cháy, nhiệm vụ của họ là phải tìm được thùng mật thư được đặt tại đây.
- Tìm bạn tại khách sạn Mường Thanh: Trong lúc 1 thành viên của các đội làm Vượt rào, thành viên còn lại sẽ bị giấu trong tầng 18,19 hoặc 20 của khách sạn Mường Thanh, sau khi hoàn thành Vượt rào, thành viên làm vượt rào tiếp tục di chuyển đến khách sạn Mường Thanh để tìm đồng đội. Tìm được đồng đội họ sẽ nhận được mật thư tiếp theo.
- Tìm mật thư: Các đội chơi phải di chuyển từ khách sạn Mường Thanh đến chùa Hoa Viên Yên Tử để nhận mật thư.
- Gánh sách: Đội chơi tiếp tục di chuyển đến khu vực chùa Một Mái. Tại đây đội chơi sẽ nhận được 1 gánh sách để gánh từ chùa Hoa Yên lên tượng Phật Hoàng Trần Nhân Tông để giao cho sư thầy. Và đưa cho sư thầy 1 vật mà sư thầy yêu cầu. Hoàn thành nhiệm vụ họ sẽ nhận được mật thư tiếp theo.
- Tìm đường về đích: Đội chơi tìm đường về đích tại chùa Đồng - Yên Tử

### Chặng 2 (Quảng Ninh → Hà Nội)
- Hà Nội (Đền Ngọc Sơn)

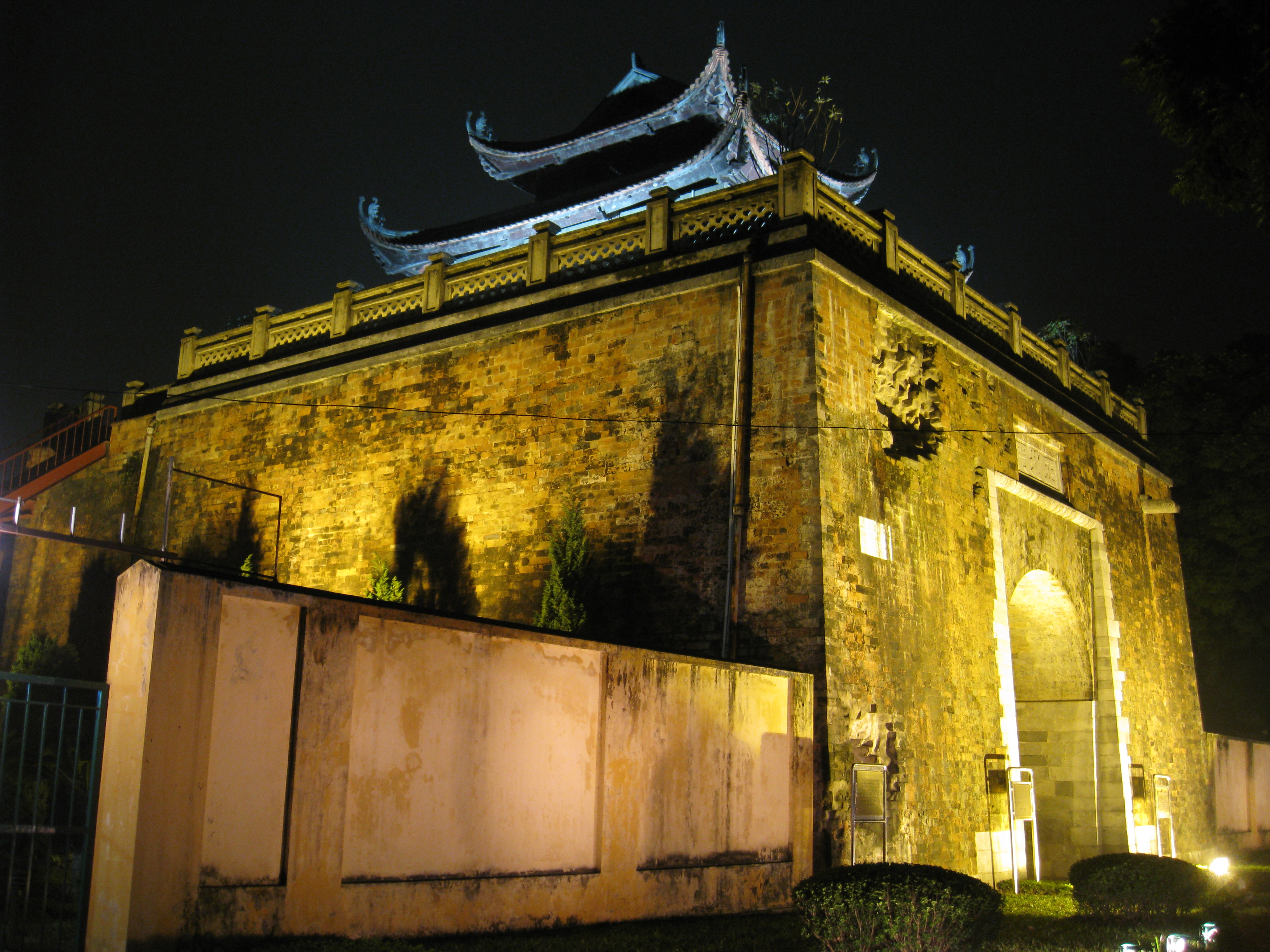
Hoàng thành Thăng Long là nơi đặt thảm về đích của chặng 2

- Hà Nội (Đường Yên Phụ)(Quận Ba Đình)
- Hà Nội (Đường Yên Phụ)
- Hà Nội (Đền Quán Thánh)
- Hà Nội (Đền Bạch Mã)
- Hà Nội (Đền Kim Liên)
- Hà Nội (Đền Voi Phục)
- Hà Nội (Làng cổ Đường Lâm)
- Hà Nội (Tạ Hiện)
- Hà Nội (Hoàng thành Thăng Long)

Trong Vượt rào của chặng này, đội chơi phải di chuyển đến đường Yên Phụ, tại đây thành viên làm nhiệm vụ Vượt rào phải cạo sách 1 lớp kem cạo râu được xịt trên đầu 1 quả bóng bay bằng dao lam. Trong lúc thực hiện Vượt rào, nếu quả bóng bể, đội chơi sẽ bị phạt 15 phút ngay tại chỗ và làm lại từ đầu. Trong Lựa chọn kép chặng này, các đội phải chọn giữa Trống hoặc Chè. Chọn Chè, đội chơi sẽ được hướng dẫn làm che lam. Chọn Trống, 2 thành viên của đội chơi phải đứng trến 1 chiếc bập bênh, 1 thành viên cầm cờ và thành viên còn lại cầm dùi trống. Nhiệm vụ của họ là di chuyển một cách khéo léo để thành viên cầm dùi trống có thể đánh 3 tiếng trống. Sau khi đánh 3 tiếng trống, thành viên cầm cờ phải di chuyển khéo léo trên bập bênh để trao lại cờ cho thành viên cầm dùi. Ngoài ra, thành viên cầm cờ cũng phải chú ý để không làm nổ quả bóng bay đang đặt phía dưới bập bênh. Hoàn thành xong nhiệm vụ, họ sẽ nhận được mật thư tiếp theo. 
Lộ trình
- Tìm người có dấu hiệu tại đường Yên Phụ: Các đội chơi sẽ được chọn 1 chiếc xe máy đã được chương trình chuẩn bị sẵn. Họ phải lái xe đến đường Yên Phụ, quận Ba Đình, Hà Nội tìm 1 người có dấu hiệu của chương trình để nhận mật thư tiếp theo.
- Thăng Long Tứ Trấn: Đội chơi sẽ được cung cấp 4 gợi ý để tìm đến 4 ngôi đền thiêng trấn giữ các hướng Đông - Tây - Nam - Bắc của thành Thăng Long đó là đền Quáng Thánh, đền Bạch Mã, đến Voi Phục và đền Kim Liên. Tại mỗi trấn đội chơi sẽ phải tìm 1 mảnh ghép của chương trình. Trong lúc tìm kiếm họ sẽ không được nói chuyện và trao đổi với nhau. Tìm được 4 mảnh ghép, họ phải tiếp tục tìm và giao 4 bức tranh cho người có dấu hiệu của chương trình để nhận mật thư kế tiếp.
- Vẽ tranh Đồng Hồ: 2 thành viên của mỗi đội sẽ phải vẽ và tô màu 1 bức tranh dân gian Đồng Hồ.
- Tìm mật thư tại nhà cổ Đường Lâm: Các đội chơi phải di chuyển đến một trong những khu nhà cổ nhất ở Đường Lâm để tìm thùng mật thư được đặt tại đây.
- Đẩy gậy: Các đội chơi phải tìm đến địa điểm được đánh dấu của chương trình trong làng cổ Đường Lâm, Sơn Tây, Hà Nội để thực hiện nhiệm vụ. 2 thành viên của đội chơi sẽ được đứng trong 1 tấm thảm đổ đầy nước xà phòng. Họ sẽ phải giữ chiếc gậy và trụ lại trong vòng 3 phút dưới sức đẩy của 2 võ sĩ. Hoàn thành nhiệm vụ họ sẽ nhận được mật thư đi tiếp.
- Tìm người dấu hiệu tại phố Tạ Hiền: Đội chơi tiếp tục di chuyển về phố Tạ Hiền để tìm người có dấu hiệu của chương trình và nhận mật thư tiếp theo.
- Bán khăn: Dưới thời tiết nắng nóng của mùa hè, các đội chơi sẽ phải bán 5 chiếc khăn len mùa đông dọc con phố Tạ Hiện để thu về được 1,500,000 đồng.
- Tìm đường về đích: Đội chơi tìm đường về đích tại Hoàng Thành Thăng Long - Hà Nội.

### Chặng 3 (Hà Nội → Điện Biên)
- Hà Nội đi Điện Biên Phủ, Tỉnh Điện Biên
- Điện Biên Phủ(Tượng đài kéo pháo Điện Biên)
- Tuần Giáo (Bản Pó)
- Mường Phăng (Trung tâm kiểm soát quân sự cho trận Điện Biên Phủ)
- Pa Khoang (Bản Vang 1)
- Điện Biên Phủ (gần đồi A1)
- Điện Biên Phủ (Đồi A1)

Trong Vượt rào của chặng này, thành viên làm Vượt rào sẽ phải ngậm 1 chiếc thìa có đặt 1 quả trứng bên trên. Nhiệm vụ của họ là phải đi theo dấu mũi tên lên trên tượng đài kéo pháo Điện Biên và đếm số chiến sĩ trên tượng đài. Sau đó họ phải trả lời 2 câu hỏi của người giám sát. Trả lời đúng 2 câu hỏi mới được xem là hoàn thành nhiệm vụ và nhận được mật thư đi tiếp. Trong lúc thực hiện vượt rào, nếu trả lời sai hoặc làm vỡ trứng sẽ bị phạt 15 phút và phải thực hiện lại từ đầu. Trong Lựa chọn kép chặng này, các đội chơi sẽ phải chọn giữa Quân và Dân
. Với Quân đội chơi phải đào một cái hầm công sự với chiều dài 3m, chiều rộng 0.8m và chiếu sâu 1m. Với Dân đội chơi phải tìm cách chất 4 bao gạo lên xe thồ sau đó đẩy đến nơi quy định của chương trình. Hoàn thành xong nhiệm vụ, đội chơi sẽ nhận được mật thư đi tiếp.
Lộ trình
- Tìm mật thư: Đội chơi phải tìm đến tượng đài kéo pháo - Điện Biên để tìm thùng mật thư được đặt tại đây.
- Tìm mật thư: Đội chơi thực hiện lộ trình di chuyển lên điểm có đánh dấu của chương trình tại Bản Pó, xả Chiến Đông, huyện Tuần Giáo, tỉnh Điện Biên để tìm thùng mật thư đang được đặt tại đây.
- Làm máng dẫn nước: Với những thanh tre và dụng cụ được cung cấp, đội chơi sẽ phải làm 1 máng dẫn nước sau đó họ phải hứng đầy nước vào ống tre và đổ vào chum. Hoàn thành xong nhiệm vụ, họ sẽ nhận được mật thư tiếp theo.
- Nhảy sạp: Đội chơi phải đến bãi cỏ được đánh dấu của chương trình trong Bản Pó. Tại đây đội chơi sẽ được học nhảy sạp và thực hiện nhảy sạp theo yêu cầu của người giám sát.
- Xin ăn, ngủ nhờ: Đội chơi xin ăn, ngủ nhờ tại nhà dân trong Bản Pó.
- Tìm mật thư: Các đội chơi sẽ phải đi bộ tìm ngôi nhà lâu đời nhất trong Bản Pó để nhận mật thư tiếp theo.
- Cân dê: 2 thành viên của đội chơi sẽ phải ôm 2 chú dê từ chuồng di chuyển đến điểm đánh dấu của chương trình trong Bản Pó. Tại đây, mỗi thành viên phải đoán trọng lượng của chú dê mà họ đã ôm.
- Bếp Hoàng Cầm: Đội chơi sẽ di chuyển đến địa điểm đánh dấu của chương trình. Tại đây, các đội chơi phải học và làm 1 chiếc bếp hoàng cầm. Sau đó họ phải nhúm lửa và đun sôi 1 nồi nước. Hoàn thành xong nhiệm vụ, họ sẽ nhận được mật thư để đi tiếp.
- Tìm mật thư: Các đội chơi tiếp tục di chuyển đến Bản Vang 1, Xã Pa Khoang, huyện Điện Biên, Tỉnh Điện Biên để tìm thùng mật thư được đặt tại đây.
- Đu dây trao cờ: Đội chơi phải tìm đường đến căn cứ địa quy mô nhất của quân Pháp tại Điện Biên Phủ. Tại đây, họ sẽ được cung cấp trang phục và những dụng cụ cần thiết. Sau đó họ sẽ cố gắng tìm cách để trao cho đồng đội mình 1 lá cờ.
- Tìm đường về đích: Đội chơi tìm đường về đích tại đồi A1

### Chặng 4 (Điện Biên → Nghệ An)
- Diễn Châu, Nghệ An (Đền Cuông)
- Diễn Châu (Khu du lịch sinh thái Trại Bò)
- Diễn Kim (Chân cầu Diễn Kim)
- Diễn Châu (Cánh Đồng Muối HTX Kim Liên)
- Thành phố Vinh (Sân vận động thành phố Vinh)
- Thành phố Vinh (Đền thờ vua Quang Trung)

2 lựa chọn trong Lựa chọn kép chặng này là Tinh Mắt và Siêng Năng. Với Tinh Mắt đội chơi tìm đường đến một cái ao trong khu du lịch sinh thái Trại Bò. Tại đây đội chơi phải bơi và bắt được hai con vịt có đánh dấu màu của đội mình. Với Siêng Năng, đội chơi tìm đường đến đồng cỏ được chỉ định của chương trình. Tại đây đội chơi sẽ phải cắt 15 kg cỏ, gánh về khu vực nuôi voi và cho voi ăn hết 5 kg, tiếp đó đội chơi phải dọn 50 kg phân voi vào giỏ đựng và gánh về khu vực được quy định. Hoàn thành xong nhiệm vụ, đội chơi sẽ nhận được mật thư đi tiếp.
Trong Vượt rào chặng này, đội chơi sẽ phải học 1 bài hò truyền thống của Nghệ An. Với phần lời được cung cấp sẵn, họ sẽ có 30 phút để học thuộc lòng sau đó hát lại cho người giám sát nghe.Nhận được sự chấp thuận của người giám sát, đội chơi sẽ nhận được mật thư đi tiếp.
Lộ trình
- Tìm mật thư: Đội chơi đến đền Cuông để tìm thùng mật thư được đặt tại đây.
- Ghép hình và giải mã: Tại đền Cuông đội chơi sẽ được cung cấp 5 mảnh ghép với những con số và bảng mật mã. Nhiệm vụ của họ là phải tìm cách ghép 5 mảnh ghép này thành 1 hình vuông sau đó giải mã các chữ số trên các mảnh ghép để tìm ra 1 từ có liên quan đến An Dương Vương.
- Tìm mật thư: Đội chơi tìm đường đến khu du lịch sinh thái Trại Bò, xã Diễn Lâm, huyền Diễn Châu, tỉnh Nghệ An để tìm thùng mật thư được đặt tại đây.
- Tìm mật thư: Đội chơi tiếp tục di chuyển đến cầu Diễn Kim, xả Diễn Bích, huyền Diễn Châu, tỉnh Nghệ An để tìm thùng mật thư được đặt tại đây.
- Làm muối: Đội chơi di chuyển đến cánh đồng muối của hợp tác xã Kim Liên, huyện Diễn Châu, tỉnh Nghệ An. 2 thành viên của đội chơi phải thực hiện thao tác làm và thu hoạch muối theo hướng dẫn của người giám sát. Sau đó họ phải dùng xe đẩy vận chuyển số muối giao cho người có dấu hiệu của chương trình để nhận mật thư tiếp theo.
- Tìm mật thư: Đội chơi tiếp tục di chuyển về sân vận động thành phố Vinh, tỉnh Nghệ An để tìm thùng mật thư được đặt tại đây.
- Đá bóng: Đội chơi thực hiện nhiệm vụ đá bóng. 1 người trong đội chơi sẽ phải chuyền bóng cho thành viên còn lại đá vào lưới. Nếu đá vào được 3 quả đội chơi sẽ nhận được mật thư tiếp theo.
- Tìm đường về đích: Đội chơi tìm đường về đích tại Đền Thờ Vua Quang Trung Thành phố Vinh.

### Chặng 5 (Nghệ An → Thừa Thiên Huế)

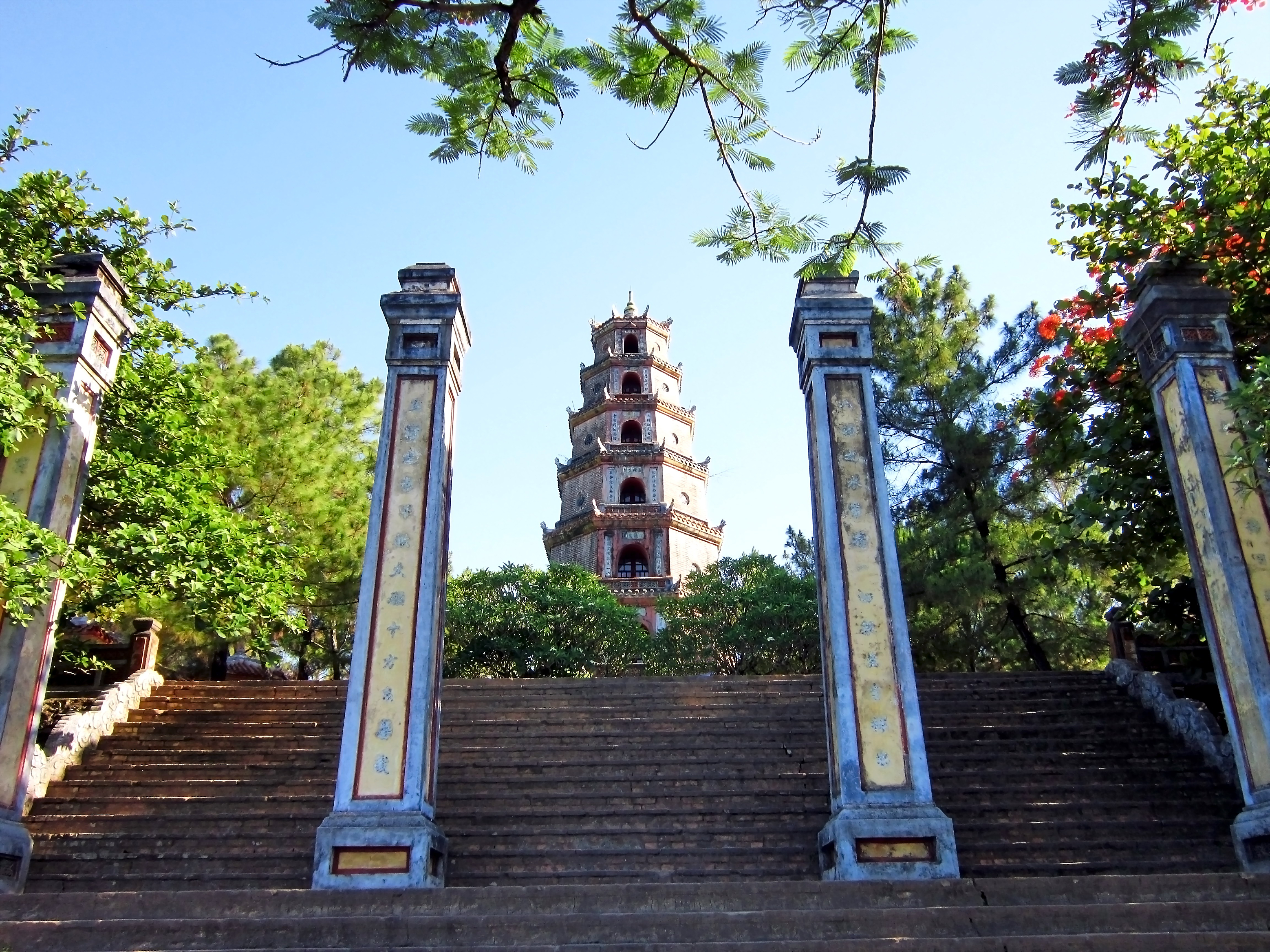
Rào cản của Cuộc Đua Kỳ Thú Việt Nam 2014 xuất hiện trong chặng 5 và Chùa Thiên Mụ là nơi đặt bảng rào cản của mùa này

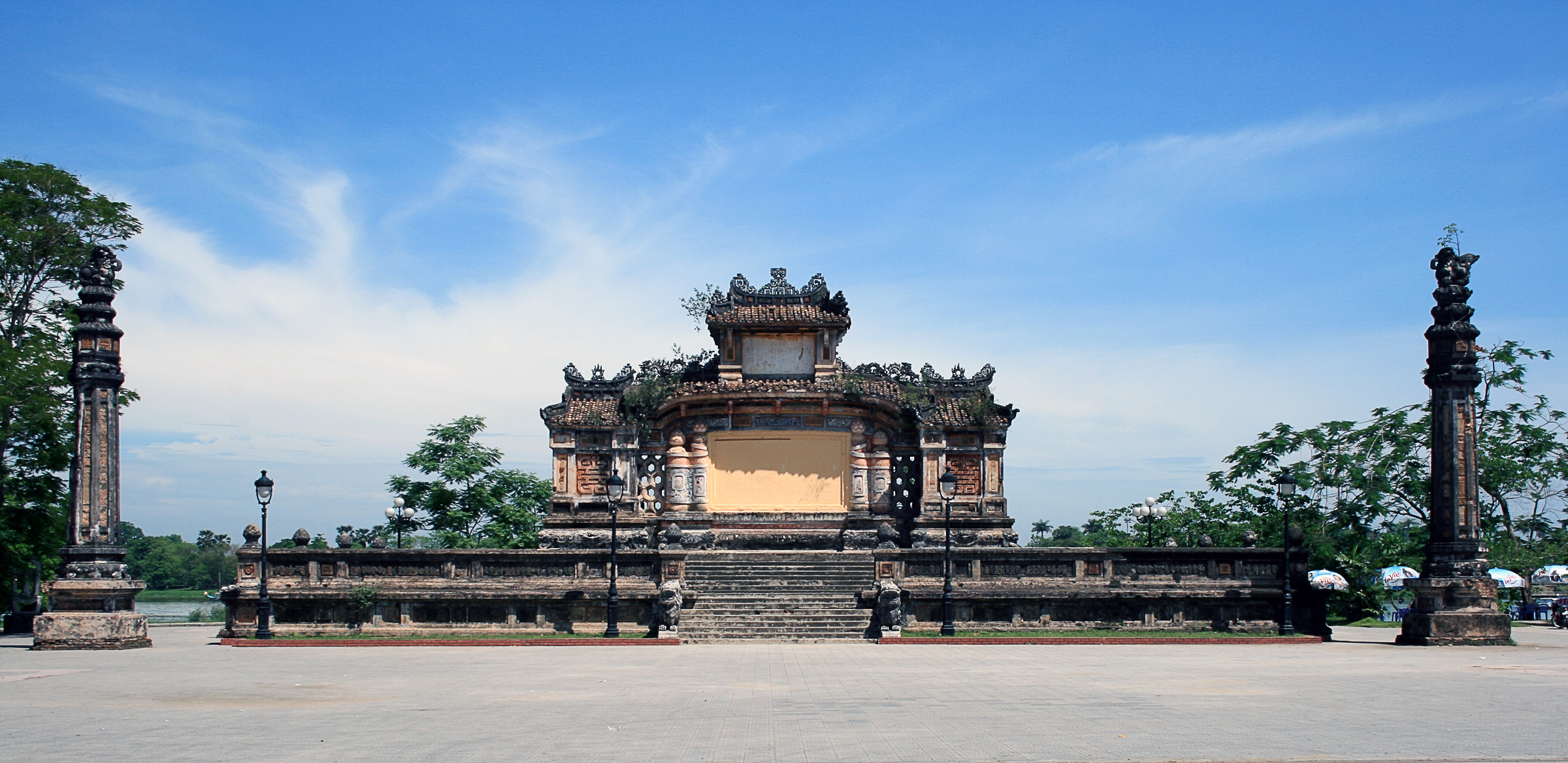
Bia Quốc Học Huế là điểm đích của chặng 5

- Huế (Khu du lịch suối khoáng nóng Alba)
- Huế (Sông Hương, Phòng triển lãm)
- Huế (Chùa Thiên Mụ)
- Huế (Cầu ngói Thanh Toàn)
- Huế (Chợ Đông Ba)
- Huế (Trường Chuyên Biệt Tương Lai)
- Huế (Bia Quốc Học)

Vượt rào chặng này buộc thành viên thực hiện phải đu dây mạo hiểm. Tuy nhiên, trong quá trình đu dây, họ phải quan sát thật kĩ và nhớ dãy số được đặt ở phía bên dưới. Sau khi giải mã được dãy số này, họ phải tìm ra được người giữ mật thư để nhận được mật thư đi tiếp.Lựa chọn trong Lựa chọn kép lần này, các đội chơi phải chọn giữa Truyền thống và Hiện đại. Với Truyền thống, đội chơi di chuyển đến đường Đập Đá, phường Vĩ Dạ, thành phố Huế để thực hiện nhiệm vụ. Tại đây đội chơi sẽ được cung cấp những dụng cụ để cào ốc, rửa sạch theo đúng yêu cầu của người giám sát và phải giao 5 kg ốc sạch cho người giám sát. Với Hiện đại đội chơi di chuyển đến phòng triển lãm, tại đây đội chơi sẽ dùng những nguyên liêu được cung cấp để hoàn thành 1 tác phẩm nghệ thuật sắp đặt, tiếp đó họ phải trình bày ý tưởng tác phẩm cho người giám sát và phải được người giám sát đồng ý. Hoàn thành xong nhiệm vụ, họ sẽ nhận được mật thư đi tiếp.
Lộ trình
- Tìm mật thư: Đội chơi tìm đến khu nghỉ dưỡng suối khoáng nóng Alba để tìm thùng mật thư được đặt tại đây.
- Bịt mắt vượt chướng ngại vật trên không: 1 thành viên sẽ bịt mắt và phải đi trên thang dây, thành viên còn lại đứng dưới đất và hướng dẫn của đồng đội mình di chuyển đến vị trí được chỉ định. Sau khi đi đến địa điểm được chỉ định, thành viên bịt mắt sẽ được tháo khăn ra, nhận mật thư và đi hết đoạn đường còn lại.
- Tìm mật thư: Đội chơi đi theo dấu mũi tên để tìm thùng mật thư tại khu vực zipline được chỉ định của chương trình để nhận mật thư tiếp theo.
- Múa chén: 2 thành viên của đội chơi sẽ được 2 nghệ nhân huấn luyện các động tác cơ bản về múa chén. Sau đó họ sẽ biểu diễn để các nghệ nhân đánh giá và phải được nghệ nhân đồng ý mới nhận được mật thư kế tiếp.
- Làm nón: Các đội chơi phải thực hiện 1 công đoạn làm nón. Sau khi nhận được sự đồng ý của người giám sát, đội chơi sẽ nhận được mật thư để đi tiếp.
- Bán nón tại chợ Đông Ba: đội chơi phải bán 20 chiếc nón lá tại khu vực chợ Đông Ba tại Huế và thu về ít nhất 3,000,000 đồng. Hoàn thành nhiệm vụ, họ sẽ nhận được mật thư đi tiếp.
- Từ Thiện Trường Chuyên Biệt Tương Lai: Đội chơi mang toàn bộ số tiền bán nón đến trao lại cho hội từ thiện tại Trường Chuyên Biệt Tương Lai. Hoàn thành nhiệm vụ, họ sẽ nhận được mật thư đi tiếp.
- Tìm đường về đích: Đội chơi tìm đường về đích tại Bia Quốc Học Huế.

### Chặng 6 (Thừa Thiên Huế → Khánh Hòa)
- Huế (Ga Huế) đi Nha Trang, Khánh Hòa (Ga Nha Trang)
- Nha Trang (Hòn Chồng)
- Nha Trang (Bãi tắm công công) (Gần Quảng Trường Hai Tháng Tư)
- Nha Trang (Bến Cano - Dinh Bảo Đại)
- Nha Trang (Khu vực đảo Hòn Mun)
- Nha Trang (Học viện hải quân Nha Trang)
- Nha Trang (Chợ nổi)
- Nha Trang (Waterland)

Thành viên thực hiện Vượt rào sẽ đóng vai 1 nhà thám hiểm đại dương. Họ phải lặng xuống biển, dùng chìa khóa được giao sẵn tìm và mở một chiếc hộp đựng "kho báu". Sau khi lấy được "kho báu" lên bờ họ sẽ nhận được mật thư để đi tiếp. 2 sự lựa chọn trong Lựa chọn kép lần này là Lên Núi và Xuống Biển. Với Lên Núi, đội chơi phải đi theo dấu mũi tên của chương trình để leo lên 1 ngọn đồi tại đảo Hòn Mun. Tại đây, đội chơi phải tìm được mật thư của chương trình để biết nhiệm vụ tiếp theo. Với Xuống Biển, đội chơi phải leo lên 1 căn chồi trên vách núi được chỉ định tại đảo Hòn Mun. tại đây đội chơi được học đan lưới đánh cá để sửa một số mắc lưới theo yêu cầu của người giám sát. Nhận được sự chấp thuận của người giám sát, đội chơi sẽ nhận được mật thư để đi tiếp.
Lộ trình
- Tìm mật thư: Đội chơi tìm đến Hòn Chồng tại thành phố Nha Trang để tìm thùng mật thư đang được đặt tại đây.
- Vẽ tranh: Các đội chơi tiếp tục di chuyển đến bãi tắm công công có đánh dấu của chương trình gần quảng trường Hai Tháng Tư để thực hiện thử thách. Tại đây đội chơi phải dùng các loại màu được cung cấp để vẽ 1 bức tranh về Nha Trang lên 1 tấm voan lớn. Tuy nhiên, họ sẽ không được sử dụng bàn tay, bàn chân trong quá trình vẽ tranh. Vẽ và tô màu kín hết tấm voan, đội chơi sẽ nhận được mật thư để đi tiếp.
- Vượt chướng ngại vật: Các đội chơi tìm đường đến bãi tắm biển xanh. Tại đây, họ phải vượt qua những chướng ngại vật theo thứ tự quy định của chương trình. Sau đó, họ phải bơi ra chiếc thuyền để mang về 10 chai sting giao cho người giám sát. Thực hiện đúng những hướng dẫn và yêu cầu của người giám sát, đôi chơi sẽ nhận được mật thư để đi tiếp.
- Tìm người có dấu hiệu của chương trình: đội chơi tìm người có dấu hiệu của chương trình tại bến Cano trong Dinh Bảo Đại, thành phố Nha Trang để nhận mật thư tiếp theo.
- Tìm mật thư: Đội chơi tìm thùng mật thư tại trung tâm huấn luyện thực hành học viện hải quân thành phố Nha Trang.
- Thực hành cứu hộ: Đội chơi sẽ được học một số phương pháp thắt nút dây thừng của những người đi biển. Sau đó 1 thành viên phải thực hiện thắt nút dây thừng, cố định dây tại thuyền lớn rồi tung dây xuống thuyền nhỏ để kéo đồng đội của mình lên. Hoàn thành xong nhiệm vụ, đội chơi sẽ nhận được mật thư tiếp theo.
- Làm chả cá: Đội chơi di chuyển đến khu vực tàu cá được chỉ định của chương trình để thực hiện nhiệm vụ. Các đội chơi phải chèo thuyền thúng ra chiếc thuyền đã được đánh dấu của chương trình. Trên đó, họ phải làm chả cá theo công thức đã được cung cấp. Sau đó 1 thành viên phải nhóm bếp và chiên chả cá trên thuyền thúng trong lúc đồng đội đang chèo thuyền đến địa điểm quy định để giao cho người giám sát. Sau khi hoàn thành xong nhiệm vụ và được sự đồng ý của người giám sát, đội chơi sẽ nhận được mật thư để đi tiếp.
- Tìm đường về đích: Đội chơi tìm đường về đích tại Khu vui chơi giải trí Waterland.

### Chặng 7 (Khánh Hòa → Ninh Thuận)
- Nha Trang (Waterland)

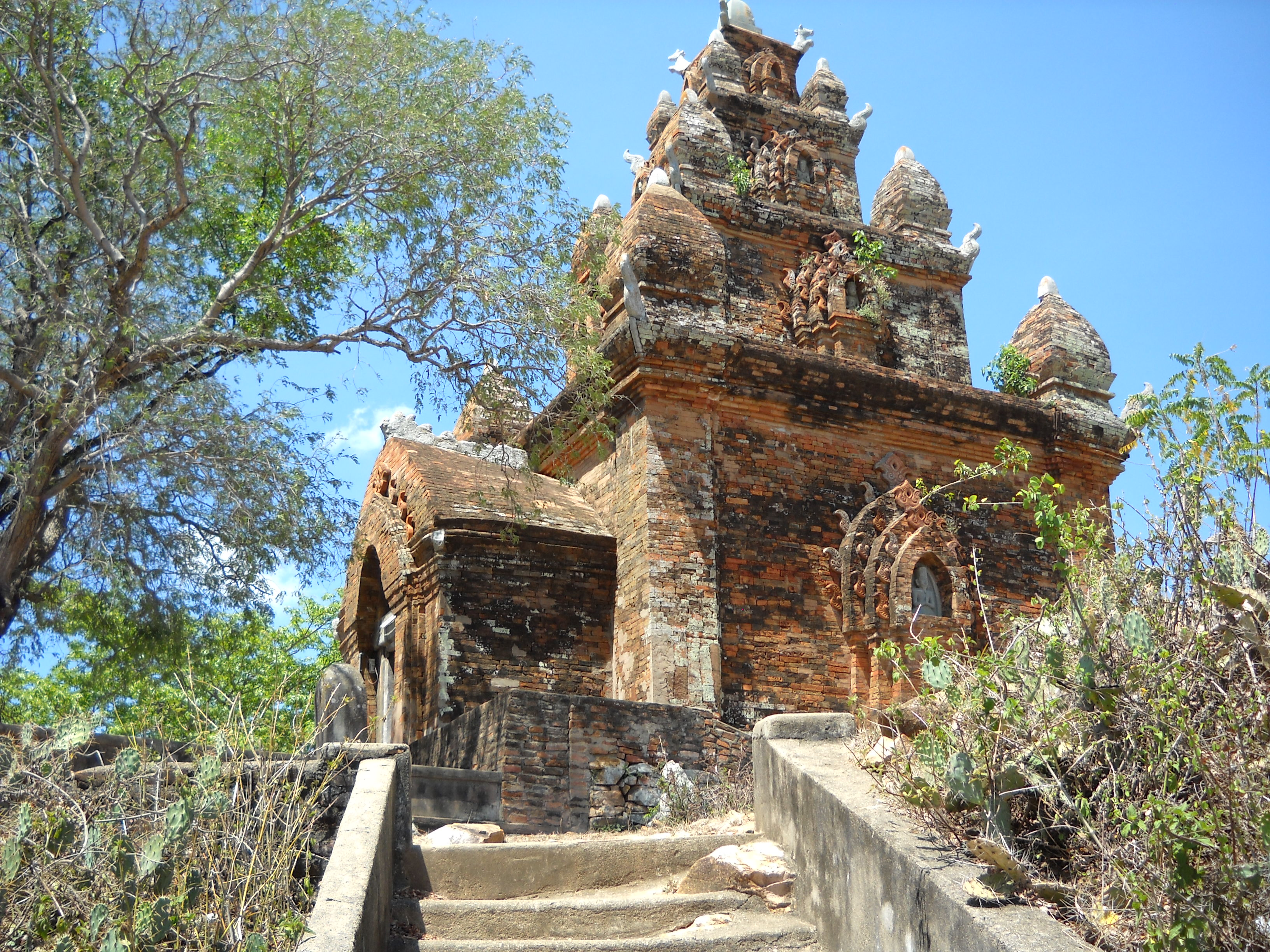
Điểm đặt thảm về đích của chặng 7 là Tháp Po Rome

  - Ninh Thuận (Khu du lịch biển Thái Bình Dương)
- Thuận Nam, Ninh Thuận (Nghĩa trang Đá làng Văn Lâm)
- Ninh Thuận (Khu vực chăn cừu làng Phước Lập)
- Ninh Phước, Ninh Thuận (Vườn nho Ba mọi hoặc Xưởng gốm Champa)
- Ninh Phước, Ninh Thuận (Đồi cát Nam Cương)
- Ninh Phước (Tháp Po Rome)

Để thực hiện Nhảy cóc lần này, các đội chơi phải di chuyển đến Resort Thái Bình Dương thuộc tỉnh Ninh Thuận. Tại đây mỗi thành viên phải ăn hết một đĩa thịt đùi cừu do chương trình cung cấp. Hoàn thành xong nhiệm vụ, họ sẽ nhận được mật thư để về đích. Trong Vượt rào lần này, thành viên chọn làm Vượt rào sẽ bịt mắt và lùa cừu. Thành viên còn lại đứng ngoài chuồng cừu hướng dẫn cho đồng đội của mình. Lùa 2 chú cừu vào đúng chuồng quy định, đội chơi sẽ nhận được mật thư để đi tiếp. 2 lựa chọn trong Lựa chọn kép chặng này là Đất Đai và Cây Trái. Với Đất Đai, đội chơi phải nặn và trang trí 1 bình gốm theo mẫu đã được cung cấp. Với Cây Trái, đội chơi phải thực hiện tỉa và thu hoạch nho theo hướng dẫn. Hoàn thành xong nhiệm vụ, họ sẽ nhận được mật thư tiếp theo.
Lộ trình
- Vượt thác: Đội chơi di chuyển đến suối Thạch Lâm để làm nhiệm vụ. 2 thành viên thực hiện nhiệm vụ phải ngồi trên 1 chiếc xuồng xuôi theo dòng thác. Trong quá trình xuôi theo dòng thác, họ phải tìm cách đưa được những quả bóng vào rổ. Thực hiện xong nhiệm vụ họ sẽ nhận được mật thư để đi tiếp.
- Tìm mật thư: Đội chơi tìm thùng mật thư tại Nghĩa Trang Đá, làng Văn Lâm, Ninh Thuận.
- Đội chum nước trên đồi cát: Đội chơi phải đội chum nước lên đầu đi theo sự hướng dẫn để đổ nước vào thùng. Khi lượng nước trong thùng bằng với vạch quy định, đội chơi sẽ nhận được mật thư đi tiếp.
- Tìm đường về đích: Đội chơi tìm đường về đích tại tháp Po Rome

### Chặng 8 (Ninh Thuận → Đồng Tháp)

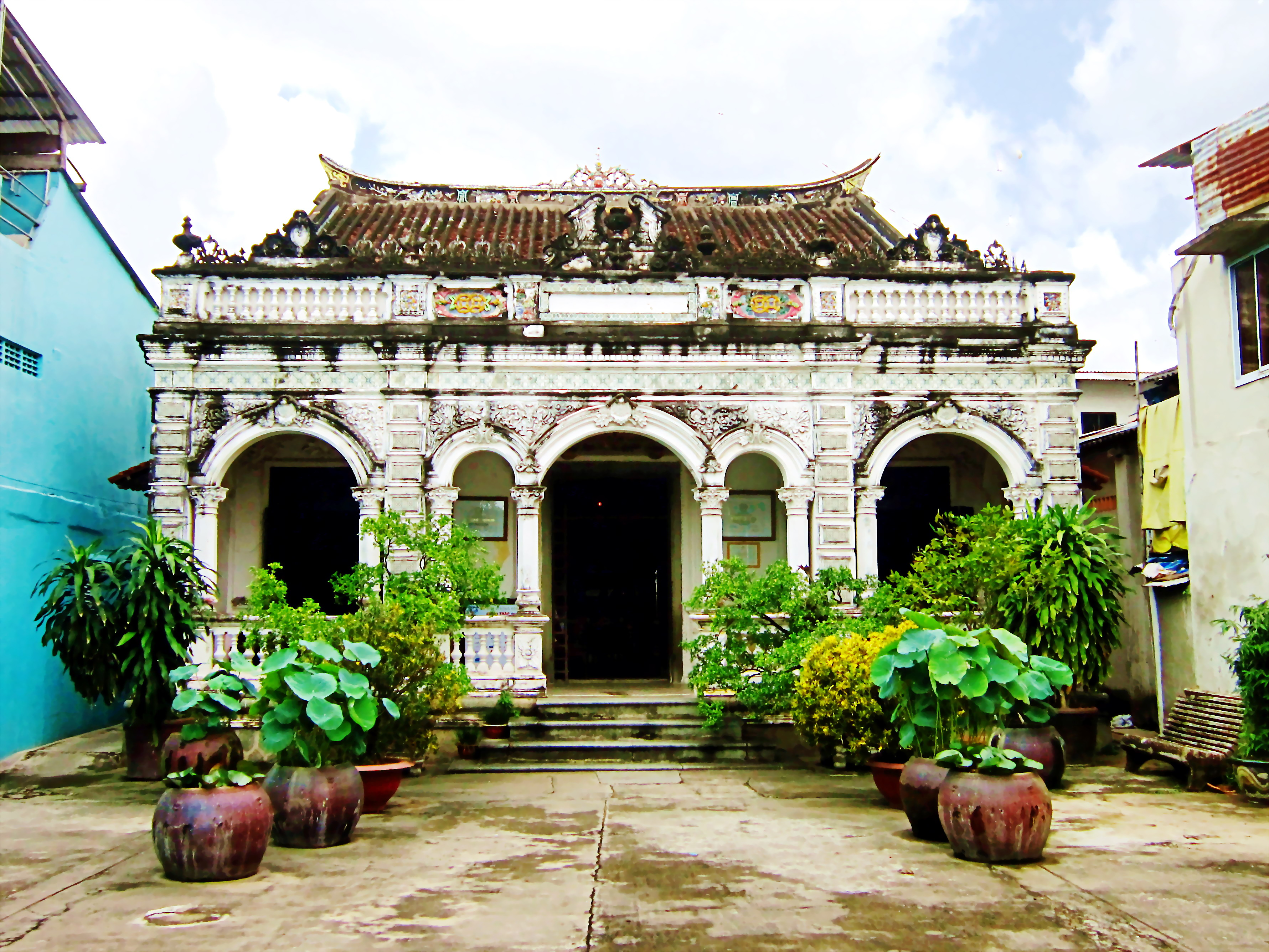
Nhà cổ Huỳnh Thủy Lê là điểm đích của chặng 8

- Cao Lãnh, Đồng Tháp (Nhà nghỉ Xẻo Quýt)
- Cao Lãnh (Đồng Anh Út Mười)
- Cao Lãnh (Ấp 6 - Kênh K6)
- Cao Lãnh đi Lai Vung
- Lai Vung (xã Tân Phước)
- Châu Thành, Đồng Tháp (Làng Huỳnh Phát 1)
- An Hiệp đi Châu Thành (Bến Đò Xã Vạt)
- Sa Đéc (Nhà cổ Huỳnh Thủy Lê)

Ở Lựa chọn kép, các đội chơi sẽ có 2 sự lựa chọn là Lịch sử và Truyền thống. Với Lịch sử, đội chơi sẽ phải giải một dãy mật mã từ những quyển sách được chương trình cung cấp và phải đưa ra được đáp án chính xác là 1 câu thơ. Với Truyền thống, đội chơi sẽ phải đan 1 chiếc giỏ bằng cây lục bình theo mẫu được cung cấp. Hoàn thành xong nhiệm vụ, họ sẽ nhận được mật thư tiếp theo. Thành viên chọn làm Vượt rào trong chặng này sẽ dùng ná thun bắn những quả dừa vào vị trí đã được quy định. Mỗi lần thất bại, đội chơi sẽ bị phạt 15 phút. Bắn trúng và đủ số lượng theo yêu cầu, họ sẽ nhận được mật thư để đi tiếp. 
Lộ trình
- Chèo thuyền: Đội chơi di chuyển đến khu vực có đánh dấu của chương trình để nhận thuyền. Họ sẽ phải chèo thuyền theo hướng mũi tên để tìm thùng mật thư.
- Ăn côn trùng chiên: Đội chơi tìm đến địa điểm được đánh dấu của chương trình, 2 thành viên của đội chơi sẽ được thưởng thức những món ăn đặc sản của miền Tây bao gồm: nhái, cà cuống, bò cạp, sâu, châu chấu, dơi, chuột, thằn lằn núi, đuông. Họ phải ăn hết những phần ăn trên để nhận được mật thư tiếp theo.
- Tìm mật thư: Đội chơi đạp xe đạp đôi để tìm thùng mật thư.
- Lái máy cày: 1 thành viên phải lái máy cày, thành viên còn lại đứng dưới ruộng và hướng dẫn đồng đội hướng cày. Họ phải cày 1 khoản ruộng theo quy định để nhận mật thư kế tiếp.
- Làm bánh tráng: Đội chơi phải dùng nguyên mà chương trình cung cấp để làm bánh tráng. Hoàn thành xong nhiệm vụ và được sự đồng ý của người giám sát, họ sẽ nhận được mật thư kế tiếp.
- Tìm mật thư tại lò gạch: Đội chơi sẽ bị buộc mỗi người 1 chân vào nhau. Nhiệm vụ của họ là phải di chuyển và tìm 1 viên gạch có đánh dấu của chương trình. Tìm được viên gạch đó, đội chơi sẽ nhận được mật thư.
- Tìm đường về đích: Đội chơi tìm đường về đích tại nhà cổ Huỳnh Thủy Lê.

### Chặng 9 (Đồng Tháp → Jeju)

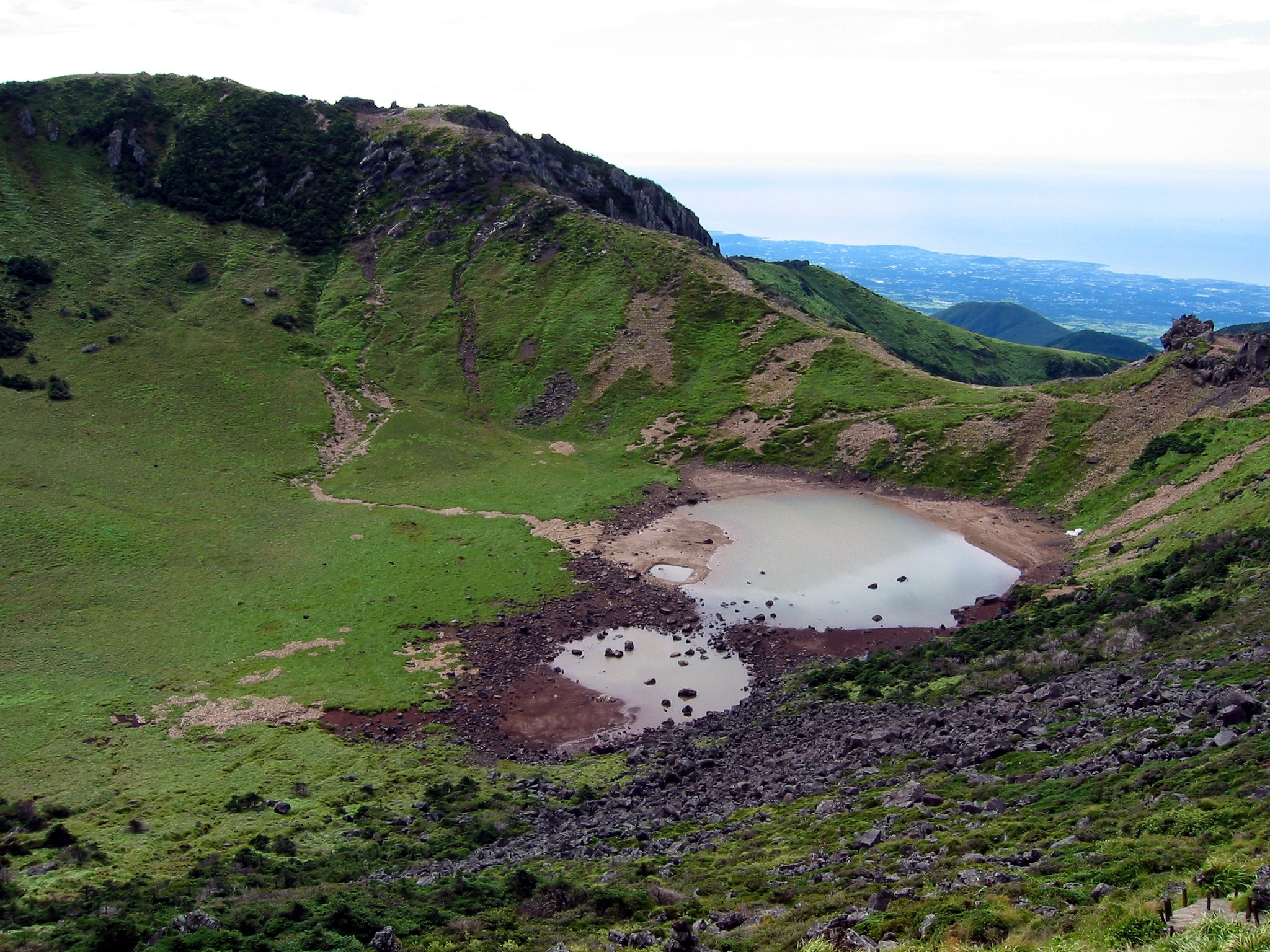
Các đội chơi sẽ được đến đảo Jeju tại Hàn Quốc

- Thành phố Hồ Chí Minh (Sân bay quốc tế Tân Sơn Nhất) đi Seoul, Hàn Quốc (Sân bay quốc tế Incheon)
- Seoul (Sân bay quốc tế Incheon đi Sân bay quốc tế Gimpo)
- Seoul (Sân bay quốc tế Gimpo) đi Đảo Jeju (Sân bay quốc tế Jeju)
- Đảo Jeju (Núi Seongsan hoặc Hải đăng Seopjikoji)
- Đảo Jeju (Mê cung đá Jeju)
- Đảo Jeju (Câu lạc bộ bắn súng Deayoo)
- Đảo Jeju (Công viên đá Jeju)
- Đảo Jeju (Bảo tàng đá Jeju)
- Đảo Jeju (Làng cổ Jeju)
- Đảo Jeju (Công đường Dae Jang Geum)

2 sự lựa chọn cho các đội chơi trong Lựa chọn kép lần này là Phóng tên và Phất cờ. Chọn Phóng tên, 1 thành viên phải cõng thành viên còn lại của đội. Thành viên được cõng phải ném 3 mũi tên vào chum trong số 10 mũi tên được cầm. Chọn Phất cờ, đội chơi sẽ phải học thuộc một bảng ký hiệu semaphore. Sau đó 1 thành viên phải cầm cờ đứng trên ngọn hải đăng được chỉ định để ra dấu hiệu các ký tự cho đồng đội của mình. Thành viên còn lại đứng dưới chân ngọn hải đăng, nhìn những dấu hiệu đó bằng ống nhòm để giải mã các ký tự ra 1 câu hoàn chỉnh trùng với đáp án của chương trình: "Mê Cung Đá Jeju". Hoàn thành xong nhiệm vụ, đội chơi sẽ nhận được mật thư để đi tiếp. Thành viên Vượt rào lần này sẽ được bắn 16 phát đạn vào đĩa bay. Bắn vào ít nhất 5 đĩa bay sẽ được coi là hoàn thành nhiệm vụ. Nếu không đội chơi sẽ bị phạt 30 phút và nhận được mật thư đi tiếp.
Lộ trình
- Tìm người giữ mật thư: Tại sân bay Jeju, các đội chơi sẽ phải tìm 1 cô gái mặc trang phục truyền thống của Hàn Quốc để nhận mật thư.
- Mê Cung Đá: Đội chơi di chuyển đến mê cung đá tại đảo Jeju. Họ phải tìm được 2 thùng mật thư, sau đó đội chơi phải tìm cách thoát khỏi mê cung bằng chính cổng mà họ đã vào. Hoàn thành xong nhiệm vụ, họ sẽ nhận được mật thư để đi tiếp.
- Bức tượng trong công viên đá Jeju: Đội chơi phải tìm đến bức tượng Ông Già Bằng Đá tại Công Viên Đá Jeju. Tìm được ký hiệu trên bức tượng, họ sẽ nhận được mật thư đi tiếp.
- Đếm số mẫu đá trong bảo tàng: Tại bảo tàng đá, đội chơi sẽ phải đếm toàn bộ số mẫu đá trong bảo tàng. Tuy nhiên, trong quá trình đếm, họ sẽ không được nói chuyện với. Đưa ra đáp án với sai số là 20, đội chơi sẽ nhận được mật thư đi tiếp.
- Mặc trang phục cưới truyền thống Hàn Quốc: Đội chơi sẽ phải tìm tới khu vực trưng bày trang phục cưới truyền thống của Hàn Quốc, 2 thành viên của đội chơi phải mặc trang phục cưới truyền thống theo hình mẫu đã được cung cấp. Sau đó đội chơi phải tìm người giúp mình chụp 1 tấm hình. Hoàn thành xong nhiệm vụ, họ sẽ nhận được mật thư tiếp theo.
- Học hát dân ca Hàn Quốc: Nhiệm vụ này yêu cầu đội chơi họ 1 bài hát Hàn Quốc. Sau đó, 1 thành viên phải sử dụng cối xay để xay hết 1 túi gạo do chương trình cung cấp. Người còn lại bên cạnh hát lại ca khúc dân ca vừa được học. Nhận được sự chấp thuận của nghệ sĩ, đội chơi sẽ nhận được mật thư tiếp theo.

Tìm đường về đích: Đội chơi tìm đường về đích tại Công đường Dae Jang Geum trong làng cổ Jeju.

### Chặng 10 (Jeju → Seoul)

Thùng mật thư được đặt tại Dongdaemun Design Plaza, một trong những công trình kiến trúc bậc nhất châu Á

- Jeju (Sân bay quốc tế Jeju) đi Seoul (Sân bay quốc tế Gimpo)
- Seoul (Cung Cảnh Phúc)
- Seoul (Bắc Thôn)
- Seoul (Tháp N Seoul Tower)
- Seoul (Dongdaemun Design Plaza)
- Seoul (Khu mua sắm Goodmorning City - Spa Rex)
- Seoul (Rạp chiếu phim CGV Yeongdeungpo)
- Seoul (Tiệm bánh Tous les Jours)
- Gapyeong, Gyeonggi (Công viên Riverland)
- Incheon (Sân bóng đá nhỏ sân vận động Seoul)

2 sự lựa chọn trong Lựa chọn kép lần này là Tình yêu và Khoảng cách. Với Tình yêu, đội chơi đi đến khu vực móc khóa tình yêu dưới chân tháp N Seoul Tower. Tại đây, đội chơi chọn 1 chiếc chìa khóa cho mình. Sau đó, họ phải tìm 1 ổ khóa có dấu hiệu của chương trình và dùng chiếc chìa khóa mình đã chọn để mở. Mở đúng ổ khóa, đội chơi sẽ nhận được mật thư tiếp theo. Với Khoảng cách, đội chơi tìm 1 người có dấu hiệu của chương trình quanh khu vực tháp để nhận tên của 4 quốc gia. Sau đó, họ tìm đường lên đỉnh tháp để cộng khoảng cách từ tháp N Seoul Tower đến 4 quốc gia được yêu cầu. Đưa ra kết quả chính xác, đội chơi sẽ nhận được mật thư tiếp theo. Thành viên thực hiện Vượt rào được quyền chọn từ 1 đến 10 chiếc khay bánh đặt trên bàn, mỗi khay bánh sẽ tương ứng với 1 quân bài. Họ phải ăn đến lúc tìm được quân bài màu đỏ. Đó chính là chiếc bánh có vị đặc biệt. Và nếu không may mắn chọn trúng quân bài Joker, họ sẽ bị phạt 15 phút và phải ăn lại từ đầu.
Lộ trình
- Tìm viên quan tại Cung Cảnh Phúc: Tại Cung Cảnh Phúc, các đội chơi phải tìm được vị quan giữ mật thư để nhận được mật thư tiếp theo.
- Bắc Thôn: Đội chơi tìm đường đến thôn truyền thống Bắc Thôn. Họ sẽ phải tìm 4 người có dấu hiệu của chương trình tại 4 địa điểm khác nhau trong thôn để nhận 4 phần của nhiệm vụ. Kết hợp 4 thành phần này lại, họ sẽ tìm đến được người đang giữ mật thư tiếp theo.
- Học và làm nghề truyền thống: Đội chơi được chọn học một trong 2 nghề truyền thống của Hàn Quốc là làm gương hoặc làm huy hiệu. Sau khi được nghệ nhân hướng dẫn, đội chơi sẽ phải làm 1 sản phẩm theo mẫu được quy định. Nhận được sự chấp thuận của người hướng dẫn, đội chơi sẽ nhận được mật thư.
- Tháp N Seoul Tower: Đội chơi tìm thùng mật thư được đặt tại gần khu vực tòa tháp N Seoul Tower.
- Dongdaemun Design Plaza: Hoàn thành lựa chọn kép, đội chơi nhận được 1 bức hình của một trong những công trình kiến trúc bậc nhất châu Á là Dongdemun Design Plaza, họ sẽ phải tìm đến đây để nhận mật thư.
- Nhà tắm hơi công cộng: Các đội chơi phải tìm đến nhà tắm hơi công cộng Spa Rex nằm trong khu vực mua sắm Goodmorning City. Tại đây, họ sẽ phải ngồi trong phòng xông hơi nóng 5 phút, sau đó ngồi trong phòng xông hơi lạnh 10 phút. Tiếp theo, các đội chơi phải xin được ngủ nhờ qua đêm trong khu vực nhà tắm hơi công cộng. Đồng thời, mỗi đội chơi sẽ phải sử dụng sức lao động của mình để kiếm 60,000 WON. Đây sẽ là tiền lộ phí cho thử thách của ngày hôm sau. Sau khi đã kiếm được 60,000 WON theo quy định, họ sẽ nghỉ ngơi và tiếp tục cuộc đua vào sáng hôm sau.
- Lồng tiếng phim: Ở nhiệm vụ đầu tiên của ngày mới, các đội chơi phải tìm đường di chuyển đến rạp chiếu phim CGV Yeongdeungpo. Họ sẽ được xem 1 đoạn phim Hàn Quốc, sau đó 2 thành viên của đội chơi sẽ phải tự lên kịch bản và lồng tiếng cho các nhân vật trong đoạn phim vừa xem. Hoàn thành xong nhiệm vụ, họ sẽ nhận được mật thư để đi tiếp.
- Nhảy Bungee: Đây là lộ trình kép nên cả hai thành viên của đội chơi đều phải lần lượt nhảy xuống từ độ cao 50 mét. Trước khi nhảy xuống, họ phải với được tấm giấy Sting được treo ngang đầu. Hoàn thành xong nhiệm vụ, họ sẽ nhận được mật thư để đi tiếp.
- Sân vận động Incheon: Đội chơi tiếp tục di chuyển đến sân vận động Incheon để tìm thùng mật thư đang được đặt tại đây.
- Chạy 15 vòng sân động: 2 thành viên của đội chơi phải chạy 15 vòng quanh sân vận động trong tình trạng buộc tay và chân lại với nhau. Hoàn thành xong nhiệm vụ, đội chơi sẽ nhận được mật thư để đi tiếp.
- Tìm đường về đích: Đội chơi tìm đường về đích tại Sân bóng đá nhỏ sân vận động Seoul.

### Chặng 11 (Seoul → Thành phố Hồ Chí Minh)

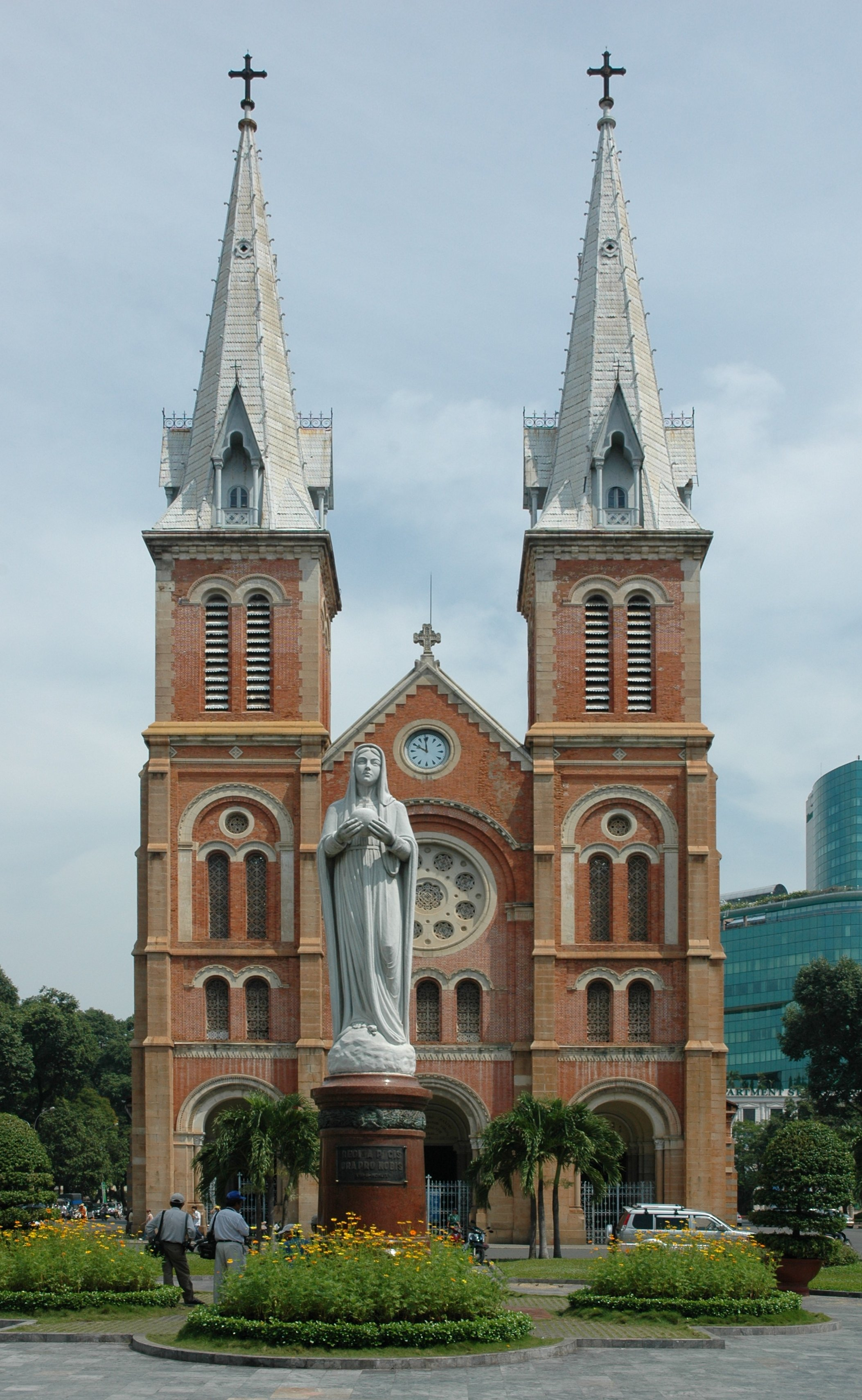
Đội chơi phải tìm thùng mật thư và người giữ mật thư tại nhà thờ Đức Bà

- Incheon (Sân bay quốc tế Incheon) đi Thành phố Hồ Chí Minh (Sân bay quốc tế Tân Sơn Nhất)
- Thành phố Hồ Chí Minh (Hầm Thủ Thiêm)
- Thành phố Hồ Chí Minh (Nhà thờ Đức Bà,Công viên ba mươi tháng tư)
- Thành phố Hồ Chí Minh (Câu lạc bộ bơi lội Vân Đồn)
- Thành phố Hồ Chí Minh (Học Viên Ngôi Sao Lưu trữ ngày 27 tháng 8 năm 2014 tại Wayback Machine hoặc rạp chiếu BHD Star Maximark 3/2)

Thành viên khôn thực hiện vượt rào sẽ được đưa vào lồng sắt và ngâm dưới nước. Thành viên chọn làm Vượt rào  cuối cùng của cuộc đua sẽ có 1 phút 30 giây để đứng đúng vị trí được quy định và ném các quả bóng bàn vào 3 cốc nước. Quả bóng chỉ được coi là hợp lệ khi nó được tân xuống bàn rồi mới rơi vào cốc. Từ lần chơi đầu tiên đến lần chơi thứ 5, trong mỗi lượt chơi, họ phải ném đủ 3 quả bóng vào cốc. Từ lượt chơi thứ 6, họ sẽ được công kết quả vào lượt chơi tiếp theo. 2 sự lựa chọn trong Lựa chọn kép cuối cùng của cuộc đua năm nay là Ca hát và Ảo thuật. Với Ca hát, đội chơi tìm đường đến lớp học của Học viện Ngôi Sao, phim trường BHD quận 9. Tại đây, đội chơi phải học bài hát tiếng Ý do giáo viên hướng dẫn chỉ định. Sau đó họ phải hát cho giáo viên nghe. Được giáo viên đồng ý, đội chơi sẽ nhận được mật thư đi tiếp. Với Ảo thuật, đội chơi tìm đường đến rạp chiếu phim BHD Star Maximark 3-2 tại quận 10. Tại đây, đội chơi sẽ được học một số kĩ năng ảo thuật. Sau đó họ phải trình diễn các kĩ năng vừa học cho khán giả và người hướng dẫn thẩm định. Được người hướng dẫn đồng ý, đội chơi sẽ nhận được mật thư để đi tiếp.
Lộ trình
- Nhà thờ Đức Bà: Lộ trình đầu tiên của chặng đua chung kết là tìm thùng mật thư được đặt tại công viên trước Nhà thờ Đức Bà để lấy mật thư và biết được nhiệm vụ tiếp theo.
- Tìm người giữ mật thư: Đội chơi phải tìm được người đang giữ mật thư tại khu vực Nhà thờ Đức Bà và Công Viên Ba Mươi Tháng Tư. Tuy nhiên để nhận được mật thư đội chơi sẽ phải nói đúng các câu mật mã được quy định của chương trình.
- Xếp ván vượt sông: Tại khu vực sông Sài Gòn, 2 thành viên của đội chơi sẽ được cung cấp 3 tấm ván và nhiệm vụ của họ là phải dùng 3 tấm ván này để đi qua chiếc cầu dây được bắc ngang sông. 2 thành viên của đội chơi khi qua được cầu dây và vào được bờ sẽ nhận được mật thư để đi tiếp.
- Lăn bi: Tại rạp chiếu phim, các đội sẽ phải lăn các viên bi vào các chỗ lõm trên bàn sao cho tổng các viên bi trong từng hàng là 28. Hoàn thành xong họ sẽ nhận đượn mật thư về đích
- Về đích: Các đội sẽ phải đi cầu thang bộ lên tầng 47 của tòa nhà Bitexco để về đích.Tại đây, 3 đội chơi trụ lại cuối cùng là những đội chơi thông minh nhất, bền bỉ nhất và may mắn nhất của cuộc đua sẽ lần lượt giẫm thảm về đích cuối cùng trong sự reo hò của 6 đội chơi còn lại của mùa giải. Đội chơi giẫm thảm về đích đầu tiên tại đây sẽ là nhà vô địch mới của Cuộc Đua Kỳ Thú 2014. Đội giẫm thảm thứ 2 sẽ trở thành á quân của Cuộc Đua Kỳ Thú 2014. Đội giẫm thảm cuối cùng sẽ mang danh hiệu về đích thứ 3 chung cuộc của Cuộc Đua Kỳ Thú 2014.